# Блаже Ристовски
Блаже Петров Ристовски (на македонска литературна норма: Блаже Петров Ристовски), роден като Благойе Ристич, e историк, филолог и фолклорист от Република Македония, академик на Македонската академия на науките и изкуствата.

## Биография
Роден е през 1931 година в тиквешкото село Гърниково, което тогава е в Кралство Югославия. Всичките му приятели са с българско народностно самосъзнание и първоначално носи името Блажо Ристов. Учи в местната гимназия, а през 1948 година е арестуван и осъден на 6 месеца затвор заедно с Киро Мишков и Ристо Чулев, заради създадената от тях младежка група на ВМРО, чиито най-голям успех е кражба на букви от местната печатница, и отпечатване на противоюгославски позив създаден от Ристов, зовящ за отделяне на Македония от Югославия в съгласие с идеалите на Гоце Делчев, приемника му Ванчо Михайлов и поддръжниците му, и разпространяван във влака за Скопие. Обаче именно той става и предателят, заради което присъдата му е намалена от първоначалните 18 месеца. За сравнение присъдата на един от съратниците му Христо Чулев е увеличена отново на 18 месеца, и защото остава верен на убежденията си през 1957 УДБА започва отново да го следи, а в досието му е определен като „македонец“, въпреки че е признат произхода му от „великобългарско“ семейство, чувствало се такова и в Кралство Югославия, а през 76 – та семейството му е наречено „ванчомихайловистко“, със съкращението „ВМ“. През 1955 година завършва Философския факултет в Скопие, група история на литературата на югославските народи под новото си име Блаже Ристовски. Заради различието между кавадарския и скопския говори до края на живота си не успява да усвои стандартната северномакедонска писменоговорна норма. Между 1961 и 1966 г. е лектор по македонски език и литература в Люблянския университет и в Педагогическата академия в Марибор. През 1965 година в същия факултет защитава докторат на тема „Кръсте П. Мисирков - животът и делото“ („Крсте П. Мисирков - животот и делото“). Директор на Института за фолклор „Марко Цепенков“ в Скопие. През 1988 година става член на МАНИ, а от 1999 до 2003 година е неин научен секретар. Почетен член на Дружеството на писателите на Македония. В книгата си от 2001 година „Столетия на македонската съвест“ признава, че във временната управа на Крушевската република не е имало единствено македонци по националност. В първия том на започналата да излиза през 2011 година негова книга „Македонскиот Преродобенски 19-ти век“ фалшифицира на няколко места писмо на митрополит Методи Кусев, публикувано във вестник „Македония“ на 18 февруари 1867 година, премахвайки от много места определението „български“ и негови производни.